# 欧丁香
欧丁香（学名：Syringa vulgaris），又稱丁香、洋丁香，是木犀科丁香属的一个种，原产东南欧。温带地区广泛栽培，包括中国东北、西北、华北、江苏等地。

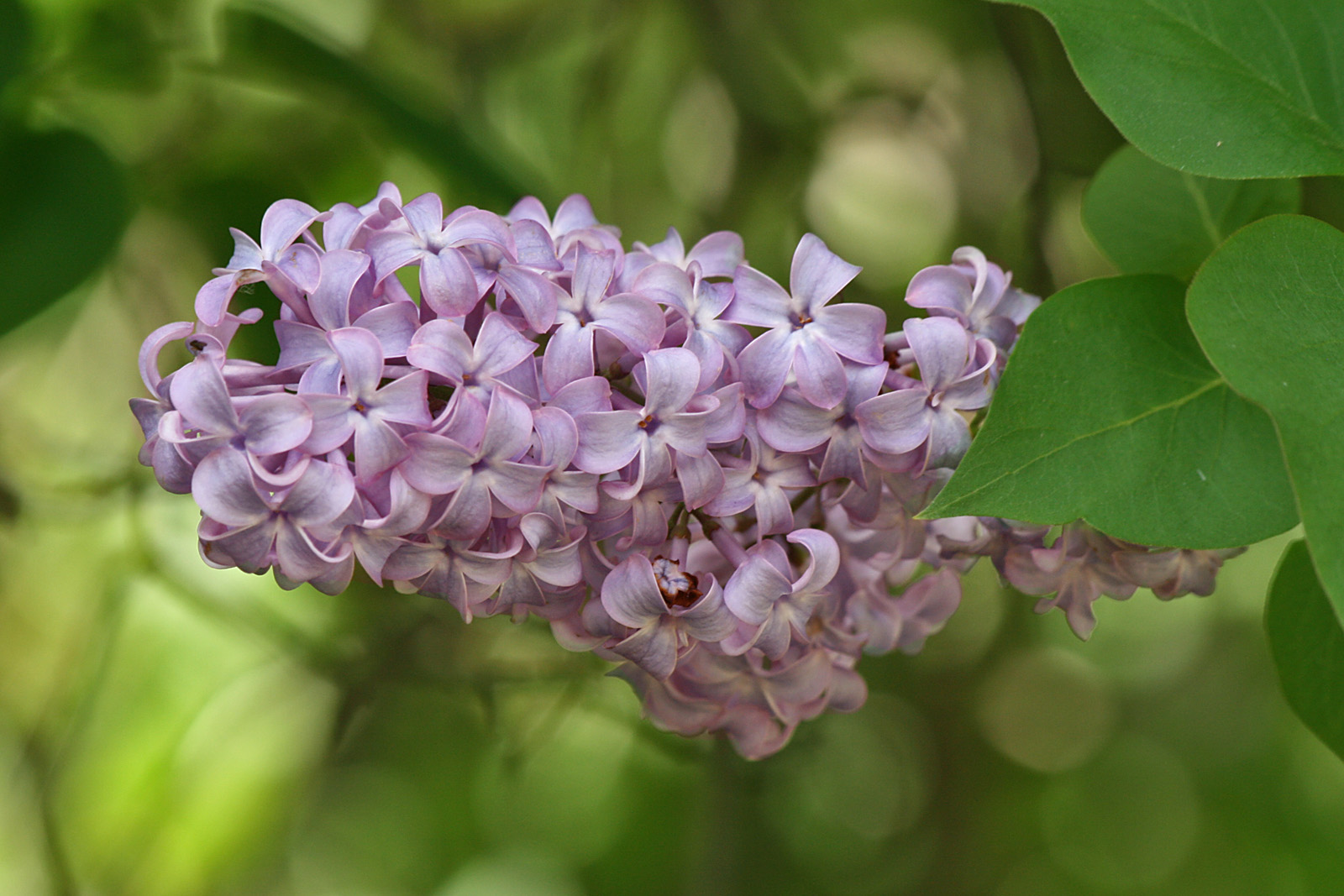

## 外部連結
- .  (第11版). London. 1911.